# LHS 1140
LHS 1140 (GJ 3053) es una estrella enana roja situada en la constelación de Cetus (el monstruo marino). Su magnitud aparente es de +14,18 y se encuentra a 39 años luz del sistema solar. En abril de 2017 se anunció el descubrimiento del planeta extrasolar denominado LHS 1140b orbitando alrededor de esta estrella.
Tiene una masa solar del 15 % de nuestro Sol y una edad estimada de ±5000 millones de años. Su periodo de rotación es de 130 días. No se han observado erupciones solares hasta la fecha.